# Roda Antar
Roda Antar (ur. 12 listopada 1980 we Freetown) – libański piłkarz występujący na pozycji pomocnika.

## Kariera klubowa
Antar karierę rozpoczynał w libańskim Tadamonie Sour. Spędził tam 3 lata. W 2001 roku został wypożyczony do niemieckiego pierwszoligowca, Hamburgera SV. W Bundeslidze zadebiutował 11 sierpnia 2001 roku w zremisowanym 1:1 pojedynku z TSV 1860 Monachium. Natomiast pierwszego gola w Bundeslidze strzelił 2 marca 2002 roku w wygranym 3:1 spotkaniu z 1. FC Nürnberg. Przez 2 lata w barwach HSV wystąpił 23 razy i zdobył 2 bramki.
W 2003 roku Antar podpisał kontrakt z zespołem SC Freiburg, także grającym w Bundeslidze. Pierwszy ligowy mecz zaliczył tam 6 grudnia 2003 roku przeciwko VfL Bochum (4:2). W tamtym spotkaniu strzelił 3 gole. W 2005 roku spadł z klubem do 2. Bundesligi. We Freiburgu grał jeszcze przez 2 lata.
W 2007 roku Antar odszedł do innego drugoligowca, 1. FC Köln. Zadebiutował tam 10 sierpnia 2007 roku w wygranym 2:0 meczu z FC St. Pauli. W 2008 roku awansował z zespołem do Bundesligi. W 1. FC Köln spędził jeszcze rok.
W 2009 roku podpisał kontrakt z chińskim Shandong Luneng. W 2010 roku zdobył z nim mistrzostwo Chin. W 2014 roku przeszedł do Jiangsu Sainty. W 2015 grał w Hangzhou Greentown. W 2016 przeszedł do libańskiego klubu Tadamon. W 2017 zakończył karierę piłkarską oraz rozpoczął karierę trenerską.
W latach 2017–2019 był trenerem Racing Beirut.

## Kariera reprezentacyjna
W reprezentacji Libanu Antar zadebiutował w 2000 roku. Był kapitanem drużyny narodowej.